# Sony Tablet S
Sony Tablet S (раніше називався S1) — це перший сучасний планшетний комп'ютер, випущений Sony. Він був вперше випущений у вересні 2011 року. Його замінив Xperia Tablet S, який був створений іншою дочірньою компанією Sony Mobile.

## Дизайн
Головною відмінною рисою Tablet S є його «унікальний асиметричний дизайн», в якому товщина пристрою зменшується від 20,6 до 10,1 мм (0,81 до 0,40 дюйма). Цей ефект «обгортання» має на меті викликати ефект «відкритої м’якої обкладинки, запханої в задню кишеню, або журналу, складеної задом на себе так, що для читання видно лише одну сторінку», і зменшує величину крутного моменту під час утримання. Sony стверджує, що ця «розміщена від центру ваги конструкція, забезпечує стабільність і легкість зчеплення, а також відчуття стабільності та легкості, забезпечуючи комфортне використання годинами». Як і інші пристрої Android, Tablet S не має апаратних кнопок навігації, які реалізовані за допомогою постійних екранних кнопок. Єдиними фізичними кнопками, наявними на пристрої, є кнопка живлення та гойдалка гучності, розташовані в поглибленій зоні з одного правого боку.

## Характеристики планшета

### Апаратне забезпечення
Tablet S має 9,4 дюйма (240 міліметрів) із роздільною здатністю 1280 × 800 пікселів, TFT LCD-дисплей із запатентованою технологією Sony TruBlack Display — такою ж, що й у телевізорах компанії, Bravia. Він використовує систему на кристалі (SoC) Nvidia Tegra 2 T20, який складається з двоядерного процесора ARM Cortex-A9 з тактовою частотою 1 ГГц і графічного процесора (GPU) ULP GeForce з 1 ГБ оперативної пам’яті та 16 або 32 ГБ внутрішньої пам’яті і підтримка карт пам’яті формату SD до 32 ГБ. Інші вбудовані інтерфейси й сенсори включають акселерометр, 3-осьовий гіроскоп, магнітометр (цифровий компас), GPS-приймач, Wi-Fi 802.11b/g/n, Bluetooth v2.1 + EDR, інфрачервоний порт, MicroUSB, мікрофон, 3,5 мм роз'єм для навушників і фронтальна камера на 0,3 Мп і задня на 5 Мп. У планшеті використовується фірмовий роз’єм живлення.

### Програмне забезпечення
Tablet S1 спочатку був випущений з Android 3.1 «Honeycomb», але незабаром після його випуску з’явилося оновлення 3.2. Крім того, наприкінці квітня він отримав оновлення до Android 4.0.3 (в Японії та США). Він використовує перероблену версію операційної системи. Функції та програми, унікальні для пристрою Sony, включають:
- Настроюваний ряд найбільш часто використовуваних піктограм у верхньому лівому куті екрана
- Панель «Вибране» у верхньому правому куті
- Індивідуальна версія веб-браузера Android
- Універсальна програма дистанційного керування для вбудованого ІЧ-передавача
- Програми для доступу до Sony Entertainment Network (Music Unlimited і Video Unlimited)
- Додаток для електронних книг Sony Reader
- Social Feed Reader — програма, яка збирає оновлення статусу Facebook і Twitter у соціальних мережах
- Ігри Crash Bandicoot і Pinball Heroes для PlayStation Store

Попри те, що Sony Tablet S є сертифікованим пристроєм PlayStation Mobile, оновлення PlayStation Store заборонило всім таким пристроям купувати ігри із серії PS one classics. Власники Tablet S можуть придбати лише оригінальний вміст створений для Android.
У вересні 2012 року Sony Tablet S отримав серйозне оновлення до Android 4.0.3 Release 5a, яке принесло такі помітні зміни:
- Додано гостьовий режим (до того, як Google оголосив, що на планшетах Android 4.2 підтримуватимуться облікові записи кількох користувачів)[16]
- Додані невеликі програми та підтримка віджетів, а також підтримка Support Development Kit
- Додана функція макросів у програму дистанційного керування та зміна оформлення
- Додано мови введення для японської (рукописний), корейської, арабської, тайської та грецької
- Замінено програму Social Feed Reader Cloud на Socialife
- Замінено додатки DLNA, Video Player і Music Player на Walkman, альбоми і фільми.
- Перейменовано PersonalSpace на PlayMemories Online
- Перейменовано Select на Sony select
- Вилучено додаток Favorite
- Додано підсилювачі звуку xLOUD і Clear Phase.[17]

Для Sony Tablet S було підтверджено оновлення до Android 4.1 «Jelly Bean», яке мало надійти в лютому 2013 року. Однак оновлення Jelly Bean 4.1 було неофіційно скасовано, коли Sony опублікувала (а пізніше видалила) на дошці оголошень спільноти заяву, що «у нас немає плану випуску оновлення Jelly Bean для планшета 1-го покоління (Sony Tablet S).»

## Критика
Рецензенти здебільшого позитивно ставляться до Sony Tablet S, вихваляючи його унікальний («ретельно оновлений») дизайн. The Wall Street Journal зазначила, що «Tablet S сподобається покупцям, яким потрібен оригінальний планшет від надійної компанії, який не схожий на планшет iPad». в той час як PC World сказав, що «[Sony] не втратила свого дизайнерського настрою протягом багатьох років, оскільки ця модель привносить Sony оригінальність і чуття на ринок планшетів, який відчайдушно потребує обох якостей». Ашер Мозес із Sydney Morning Herald назвав його «найкращим Android планшетом».
Негативні коментарі спрямовані на високу ціну пристрою та низьку якість збірки. Технічний блог Gizmodo назвав його «пластиковим» і вказав, що використання Sony низькоякісних матеріалів для економії ваги призвело до того, що їх пристрій «серйозно подряпався під час цілком звичайної фотосесії», і прокоментував, що він «розіб’ється на мільйон шматків», якщо впаде. Time помітив, що Tablet S не відповідає прагненням Sony конкурувати з iPad, а рецензент Джаред Ньюман процитував коментарі генерального директора Sony Говарда Стрінгера і сказав, що «якщо Tablet S — це те, що Стрінгер має на увазі, я плачу за майбутнє Sony». ExpertReviews писав, що відсутність відеовиходу був дратівливим недоліком. Деякі рецензенти критикують планшет за екран із низькою роздільною здатністю та застаріле програмне забезпечення.

### Визнання
Tablet S отримав нагороду CES Innovation Design and Engineering Awards 2012 від Consumer Electronics Association в категорії «Планшети, електронні книги та нетбуки».